# I cinesi a Parigi
I cinesi a Parigi (Les Chinois à Paris) è un film del 1974 diretto da Jean Yanne.